# Richebourg (Yvelines)
Richebourg és un municipi francès, situat al departament d'Yvelines i a la regió de Illa de França. L'any 2007 tenia 1.444 habitants.
Forma part del cantó de Bonnières-sur-Seine, del districte de Mantes-la-Jolie i de la Comunitat de comunes del Pays Houdanais.

## Demografia

### Població
El 2007 la població de fet de Richebourg era de 1.444 persones. Hi havia 408 famílies, de les quals 60 eren unipersonals (24 homes vivint sols i 36 dones vivint soles), 109 parelles sense fills, 223 parelles amb fills i 16 famílies monoparentals amb fills.
La població ha evolucionat segons el següent gràfic:
Habitants censats

### Habitatges
El 2007 hi havia 454 habitatges, 408 eren l'habitatge principal de la família, 21 eren segones residències i 25 estaven desocupats. 438 eren cases i 16 eren apartaments. Dels 408 habitatges principals, 372 estaven ocupats pels seus propietaris, 23 estaven llogats i ocupats pels llogaters i 13 estaven cedits a títol gratuït; 1 tenia una cambra, 21 en tenien dues, 35 en tenien tres, 83 en tenien quatre i 267 en tenien cinc o més. 351 habitatges disposaven pel capbaix d'una plaça de pàrquing. A 130 habitatges hi havia un automòbil i a 259 n'hi havia dos o més.

### Piràmide de població
La piràmide de població per edats i sexe el 2009 era:
| Homes | Edats   | Dones |
| ----- | ------- | ----- |
| 0     | 95 o +  | 0     |
| 0     | 90 a 94 | 4     |
| 4     | 85 a 89 | 4     |
| 0     | 80 a 84 | 8     |
| 8     | 75 a 79 | 8     |
| 16    | 70 a 74 | 0     |
| 8     | 65 a 69 | 12    |
| 32    | 60 a 64 | 20    |
| 48    | 55 a 59 | 40    |
| 68    | 50 a 54 | 92    |
| 68    | 45 a 49 | 60    |
| 60    | 40 a 44 | 52    |
| 44    | 35 a 39 | 56    |
| 40    | 30 a 34 | 36    |
| 36    | 25 a 29 | 48    |
| 28    | 20 a 24 | 60    |
| 96    | 15 a 19 | 60    |
| 52    | 10 a 14 | 52    |
| 68    | 5 a 9   | 28    |
| 28    | 0 a 4   | 36    |

## Economia
El 2007 la població en edat de treballar era de 1.027 persones, 598 eren actives i 429 eren inactives. De les 598 persones actives 549 estaven ocupades (297 homes i 252 dones) i 49 estaven aturades (21 homes i 28 dones). De les 429 persones inactives 77 estaven jubilades, 132 estaven estudiant i 220 estaven classificades com a «altres inactius».

### Ingressos
El 2009 a Richebourg hi havia 436 unitats fiscals que integraven 1.300,5 persones, la mediana anual d'ingressos fiscals per persona era de 24.228 €.

### Activitats econòmiques
Dels 45 establiments que hi havia el 2007, 1 era d'una empresa de fabricació de material elèctric, 1 d'una empresa de fabricació d'altres productes industrials, 12 d'empreses de construcció, 6 d'empreses de comerç i reparació d'automòbils, 2 d'empreses de transport, 3 d'empreses d'hostatgeria i restauració, 2 d'empreses d'informació i comunicació, 1 d'una empresa financera, 1 d'una empresa immobiliària, 11 d'empreses de serveis, 3 d'entitats de l'administració pública i 2 d'empreses classificades com a «altres activitats de serveis».
Dels 8 establiments de servei als particulars que hi havia el 2009, 1 era un guixaire pintor, 4 lampisteries, 1 electricista, 1 restaurant i 1 agència immobiliària.
L'any 2000 a Richebourg hi havia 6 explotacions agrícoles que ocupaven un total de 564 hectàrees.

## Equipaments sanitaris i escolars
L'únic equipament sanitari que hi havia el 2009 era un hospital de tractaments de mitja durada (seguiment i rehabilitació).
El 2009 hi havia una escola elemental.

## Poblacions més properes
El següent diagrama mostra les poblacions més properes.